# Universal Soldier (sång)
Universal Soldier är en protestsång mot krig skriven och komponerad av den kanadensiska sångerskan och låtskrivaren Buffy Sainte-Marie. Den första utgivna ursprungligen var en singel av The Highwaymen, utgiven i september 1963. Sången fanns med Buffy Sainte-Maries debutalbum It's My Way!, utgivet i april 1964. Sångtexten, som betonar vikten av det individuella ansvaret för att uppnå världsfred, skildrar en soldat av olika längder, åldrar, trosuppfattningar och politiska bakgrunder, som strider för olika länder i olika tidsperioder genom historien, och alltid tror han slåss för freden utan att inse att han är en del av problemet. Idén var baserad på att politiker, som har makten över militären, i demokratiska stater väljs av folket. Hon skrev sången vid Purple Onion i Toronto.
1965 spelade den brittiske sångaren Donovan in sången på singel och hade en hit med den. Störst framgång i Sverige hade dock Glen Campbell med en 4:e plats på tio-i-topp som bästa placering.
Som protestsång blev den populär under Vietnamkriget, och återigen under kriget mot terrorismen.

## Coverversioner
- 1964 - Donovan (på albumet Universal Soldier 1964, på singel 1965)
- 1965 - Glen Campbell (endast singel)
- 2011 - First Aid Kit (på singel utgiven som "Universal Soldier"/"It Hurts Me Too")
- 2013 - Jake Bugg (på albumet Live at the Maze, Nottingham")

Det finns flera texter på svenska, bland annat "Soldat i universum" av Björn Börjesson, som i inspelning av Thorstein Bergman låg på Svensktoppen i 9 veckor under perioden 20 november 1965–5 februari 1966, med fjärdeplats som bästa placering.
 En annan är "Den evige soldaten" av Jan Hammarlund, som spelades in av honom själv på albumet Syd från 1994. En bearbetning av Björn Börjessons text, med samma namn, spelades in med sång av Lena Endre och rap av Dogge Doggelito på samlingsalbumet Trots, som utgavs den 1 maj 2004.